# Anchiphiloscia oldongis
Anchiphiloscia oldongis är en kräftdjursart som först beskrevs av Schmoelzer 1974.  Anchiphiloscia oldongis ingår i släktet Anchiphiloscia och familjen Philosciidae. Inga underarter finns listade i Catalogue of Life.